# SN 2006ph
SN 2006ph – supernowa typu Ia odkryta 9 listopada 2006 roku w galaktyce A213433-0053. W momencie odkrycia miała maksymalną jasność 21,30m.